# 아랑전설: 와일드 앰비션
《아랑전설: 와일드 앰비션》은 SNK가 제작한 1999년 아케이드 대전 격투 게임이다. 《아랑전설》 시리즈 최초이자 유일하게 3D 그래픽으로 제작됐으며, 하이퍼 네오지오 64 아케이드 기판을 기반으로 개발됐다. 일본에서 1999년 1월 28일 처음 출시됐다. 서양 지역에선 《페이탈 퓨리: 와일드 앰비션》이라는 제목으로 출시됐다.
이야기상 첫번째 《아랑전설》를 다루는 리메이크 작품으로, 이후 주인공 테리 보가드 일행 이외에 이후 시리즈에서 추가된 《아랑전설》 인물들이 등장하는 것이 특징이다. 기본적인 조작 체제는 전작 《리얼 바웃 아랑전설 2》과 유사하나 라인 시스템 대신 3D 환경에서 좌우로 움직이는 축 시스템이 도입됐다.
1999년 6월에 플레이스테이션 이식판이 발매됐다. 플레이스테이션판에는 추가 캐릭터로 덕 킹과 같은 세계관을 공유하는 《용호의 권》 시리즈의 주인공 료 사카자키가 등장한다. 이후 플레이스테이션 네트워크를 통해 플레이스테이션 3 및 플레이스테이션 포터블로 재발매됐다.

## 캐릭터
플레이어 캐릭터
- 테리 보가드
- 앤디 보가드
- 조 히가시
- 시라누이 마이
- 라이덴
- 김갑환
- 야마자키 류지
- 빌리 칸
- 센도 츠구미
- 사카타 토지

숨겨진 캐릭터
- 리 샹페이

보스/숨겨진 캐릭터
- 기스 하워드

플레이스테이션 판 추가 캐릭터
- 덕 킹
- 료 사카자키

## 반응
플레이스테이션판의 경우 리뷰 애그리게이터 사이트 게임랭킹스에서 복합적인 평가를 받았다. 일본의 패미통에서는 40점 만점에 25점을 부여했다. 일본 잡지 게임 머신의 1999년 3월 15일자에서 해당 게임을 그 해 세 번째로 인기있는 아케이드 게임으로 선정했다.

## 참조
1. ↑  일본어: 餓狼伝説 ワイルドアンビション
2. ↑  영어: Fatal Fury: Wild Ambition